# Venus (Florida)
Venus ist ein gemeindefreies Gebiet im Südosten von Highlands County im US-Bundesstaat Florida. Es liegt an der County Road 731, die vom U.S. Highway 27 abzweigt.
Hauptwirtschaftszweige in Venus sind unter anderem der Anbau von Zitrusfrüchten und Viehzucht. In der Gemeinde ist darüber hinaus eine Freiwillige Feuerwehr ansässig. Darüber hinaus hat die Gemeinde das Camp Mars, einer der wenigen Campingplätze für Schwule und Lesben in den Vereinigten Staaten vorzuweisen. Durch die Verfügbarkeit von 4.000 m² Wohnwagenplätzen in dem Gebiet zog Venus jüngst eine wachsende Zahl von Einwohnern an.
Auf o. g. Campingplatz sind nur noch Schwule akzeptiert. Frauen/Lesben haben keinen Zugang mehr.

## Persönlichkeiten
Venus ist Heimatort des Autors und Sozial-Designers Jacque Fresco, des Gründers von The Venus-Project, dessen Name von ebendiesem Ort abgeleitet wurde. Das Projekt widmet sich der Transformation der Welt von einer monetären Wirtschaft hin zu einer ressourcenbasierten Wirtschaft.